# Lithosoma
Lithosoma is een geslacht van zeesterren uit de familie Goniasteridae.				

## Soorten
- Lithosoma actinometra Fisher, 1911
- Lithosoma japonica Hayashi, 1952
- Lithosoma novaezelandiae McKnight, 1973
- Lithosoma ochlerotatus Macan, 1938
- Lithosoma penichra Fisher, 1917
- Lithosoma pentaphylla (Alcock, 1893)